# ديفيد بينيت
ديفيد بينيت (بالإنجليزية: David Bennett)‏ هو سياسي أمريكي، ولد في 8 أبريل 1955. حزبياً، نشط في الحزب الديمقراطي.